# Sequoioideae
Sequoioideae este o subfamilie de arbori conifer din familia Cupressaceae care are genurile Sequoia, Sequoiadendron și Metasequoia. Ei sunt arbori uriași care pot atinge vârsta de 5000 de ani, ce pot avea o înălțime de peste 100 m, un diametru al trunchiului de 13 m și o greutate de 2400 tone, fiind situați la liziera pădurilor din munții Sierra Nevada din SUA.
Arborii giganți de sequoia sunt cei mai înalti copaci de pe Pământ în prezent. Numele „sequoia” este dat în cinstea conducătorului indienilor cherokee Sequoyah (1776–1842), cel care a inventat un alfabet unic, învățându-și poporul să citească și să scrie. 
Arborii Sequoia sunt de trei tipuri: Californian Redwood (Sequoia sempervirens), cunoscut și sub numele de Redwood, folosit des ca și conifer ornamental, Giant Sequoia (Sequoiadendron giganteum), considerat cel mai mare copac în ceea ce privește volumul total, fiind ocrotit prin lege și Dawn Redwood (Metasequoia glyptostroboides), cunoscut doar ca fosil până în 1941 când a fost descoperit in China.

## Galerie de imagini
(Sequoia sempervirens):

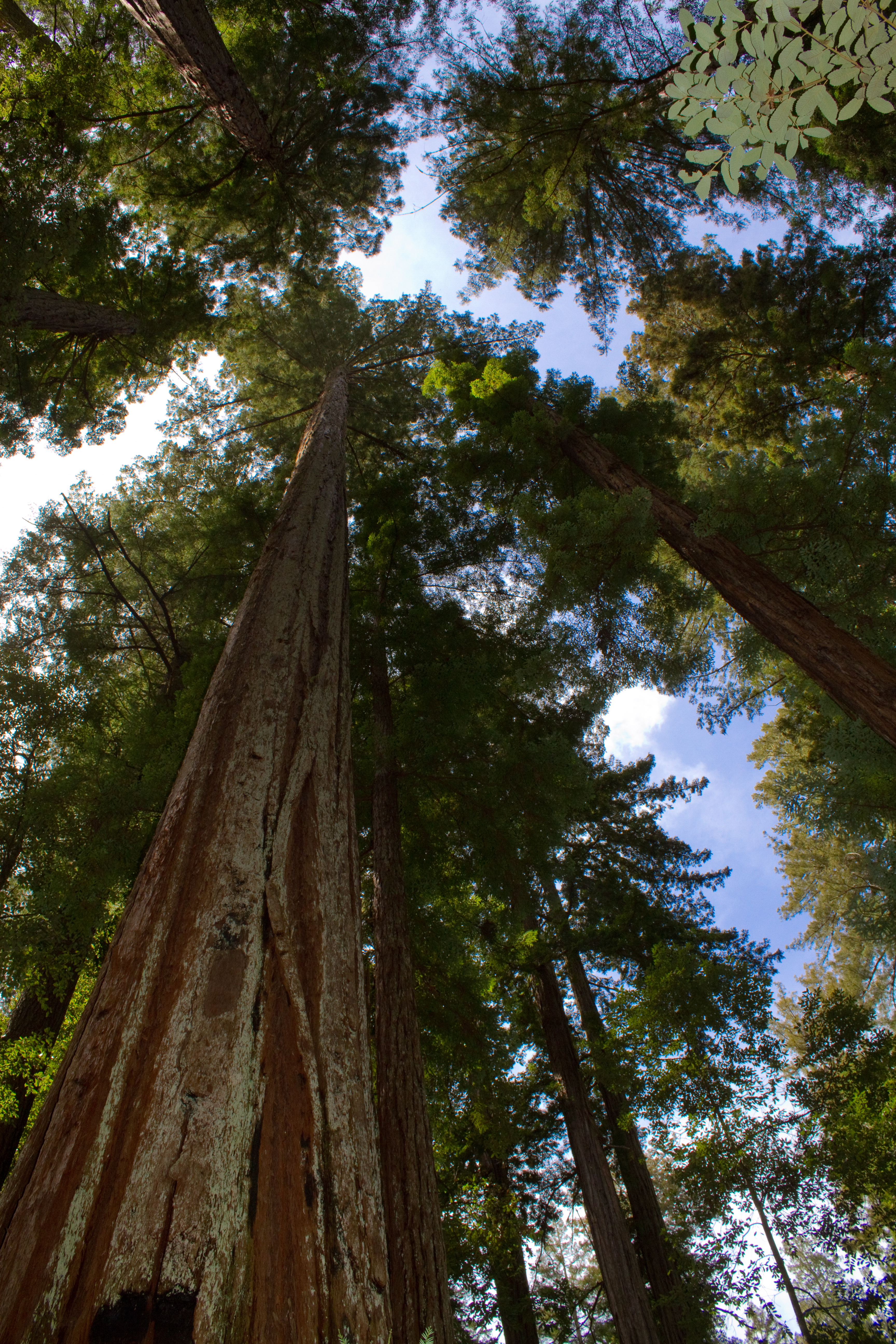
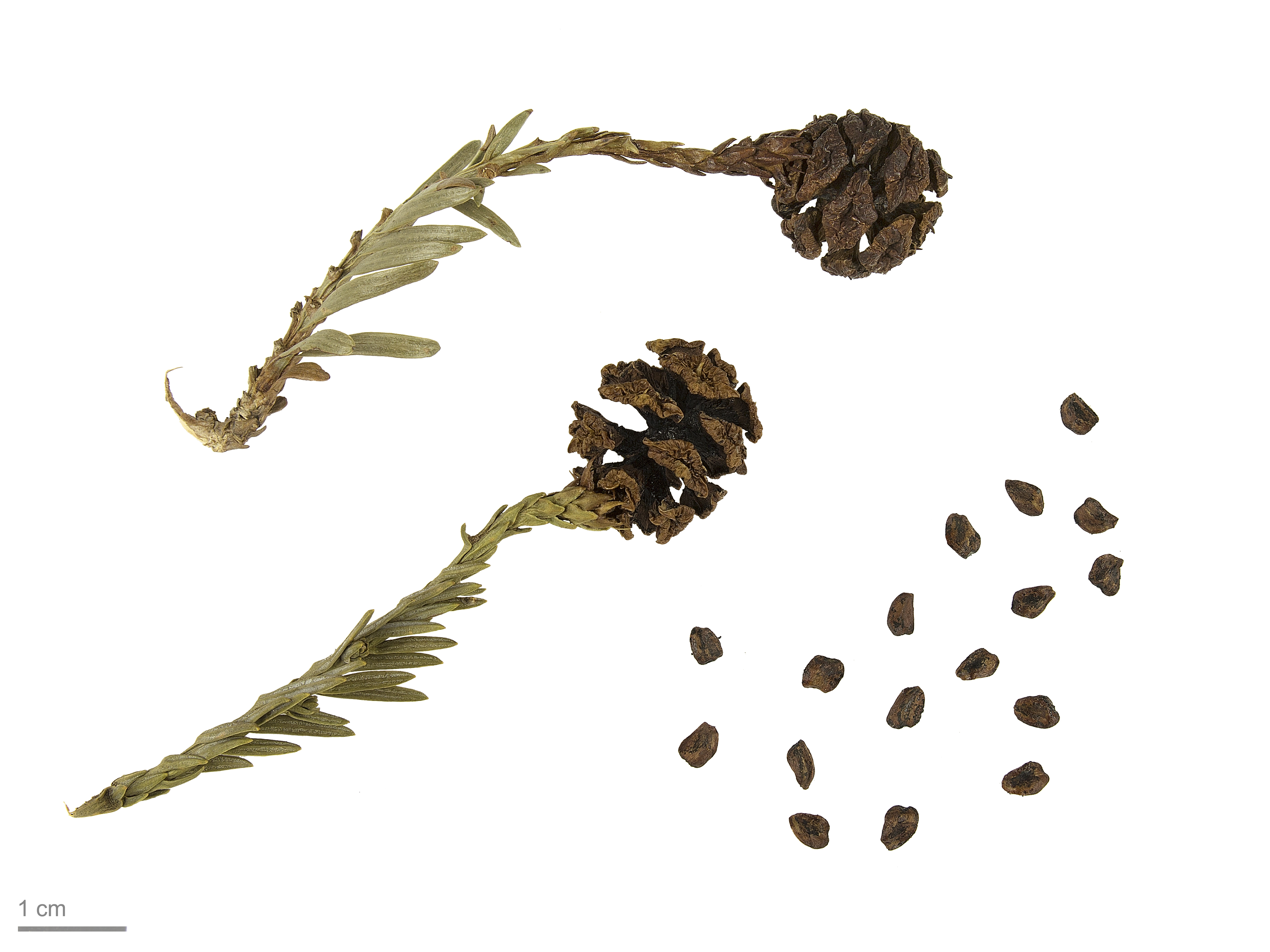
Sequoia sempervirens - Museum specimen

(Sequoia dendron giganteum):

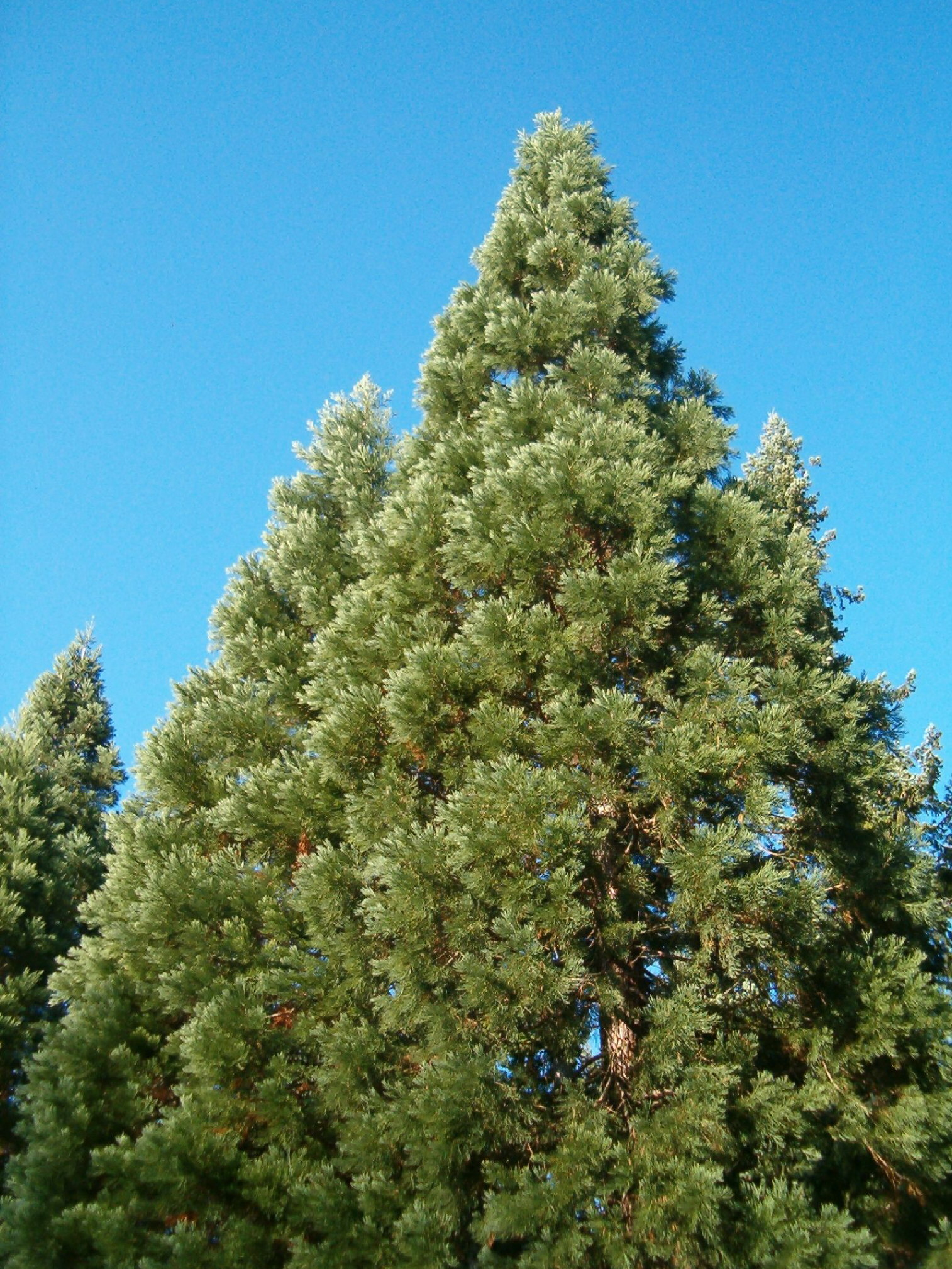
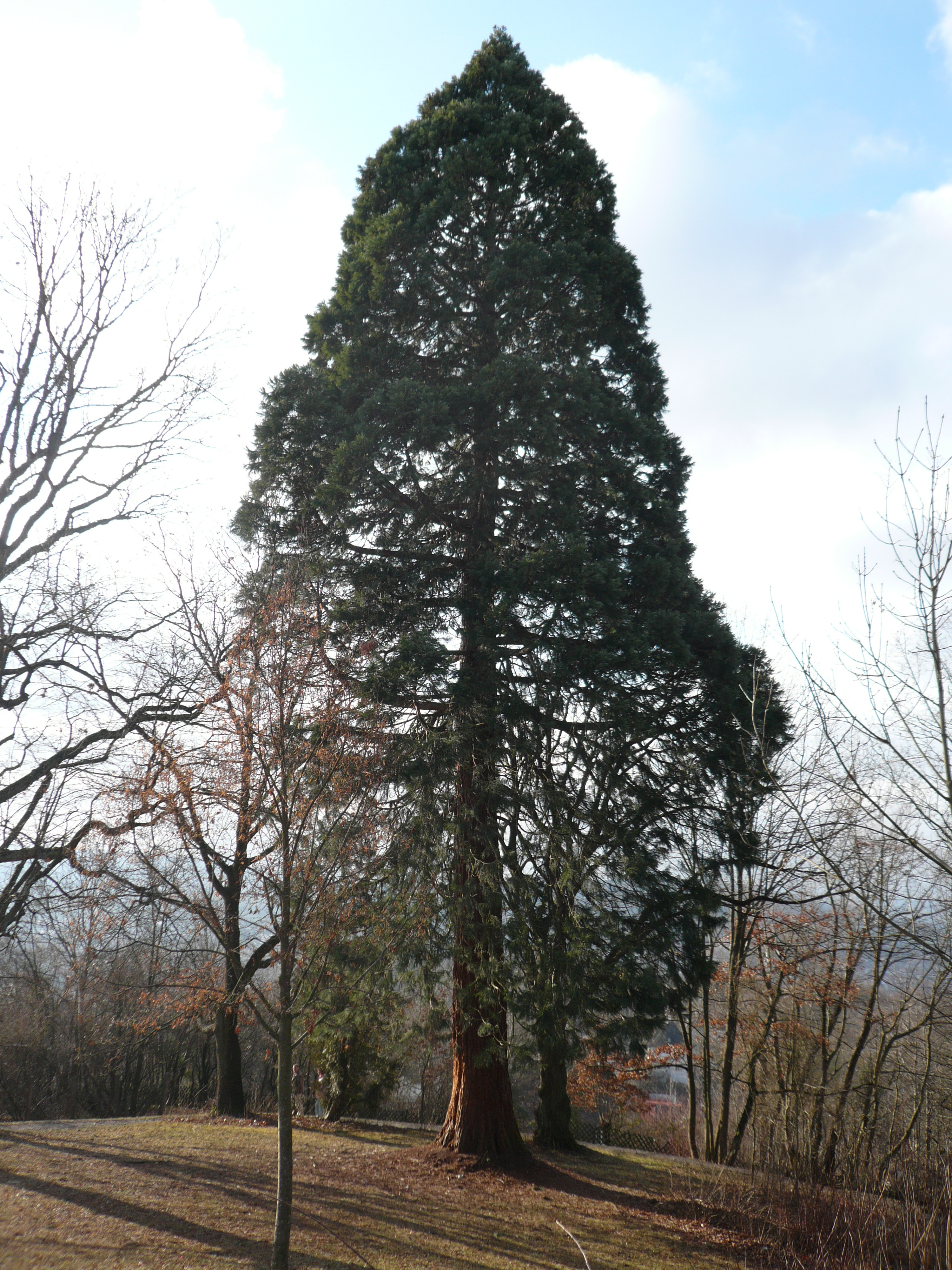
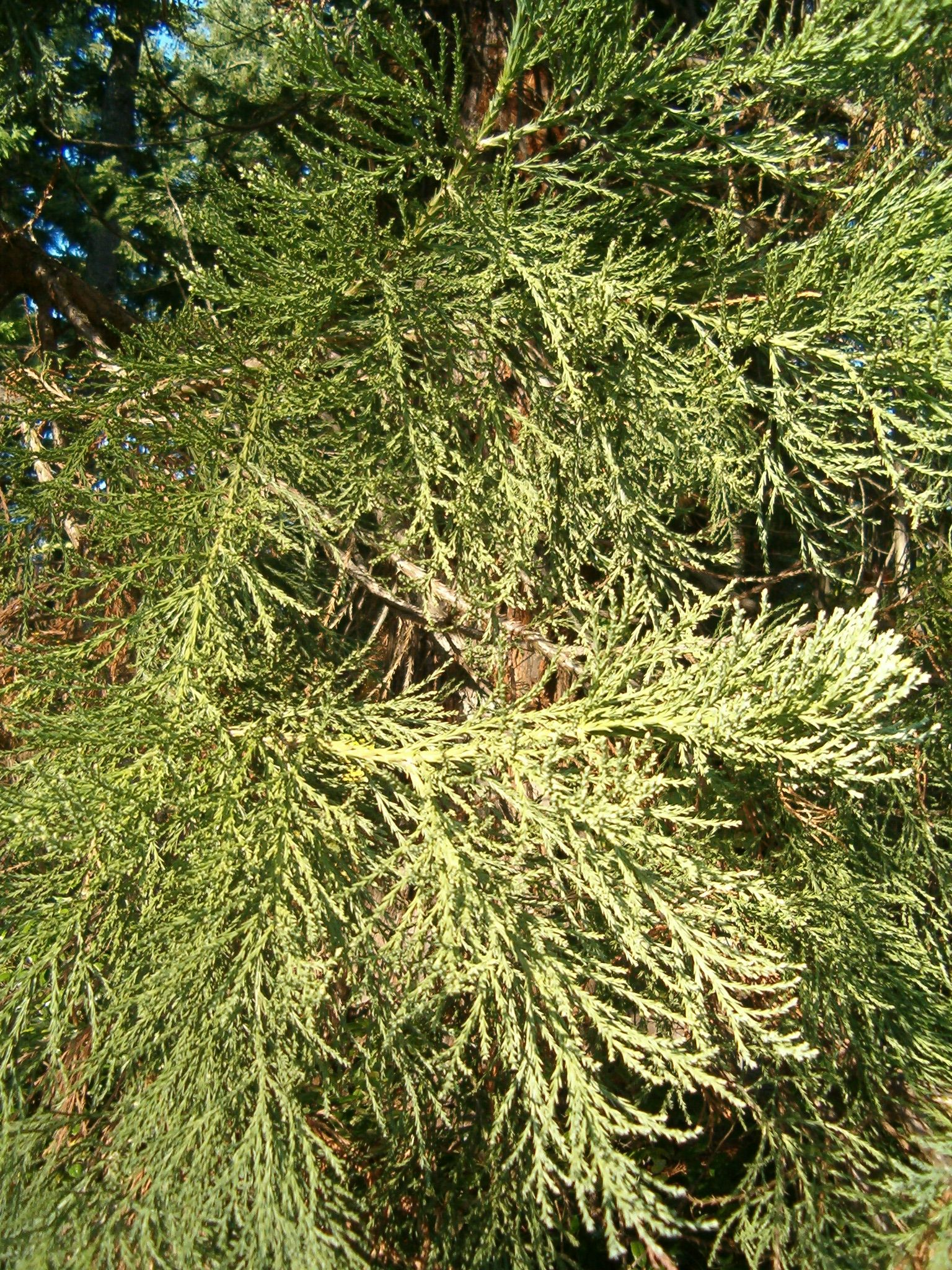
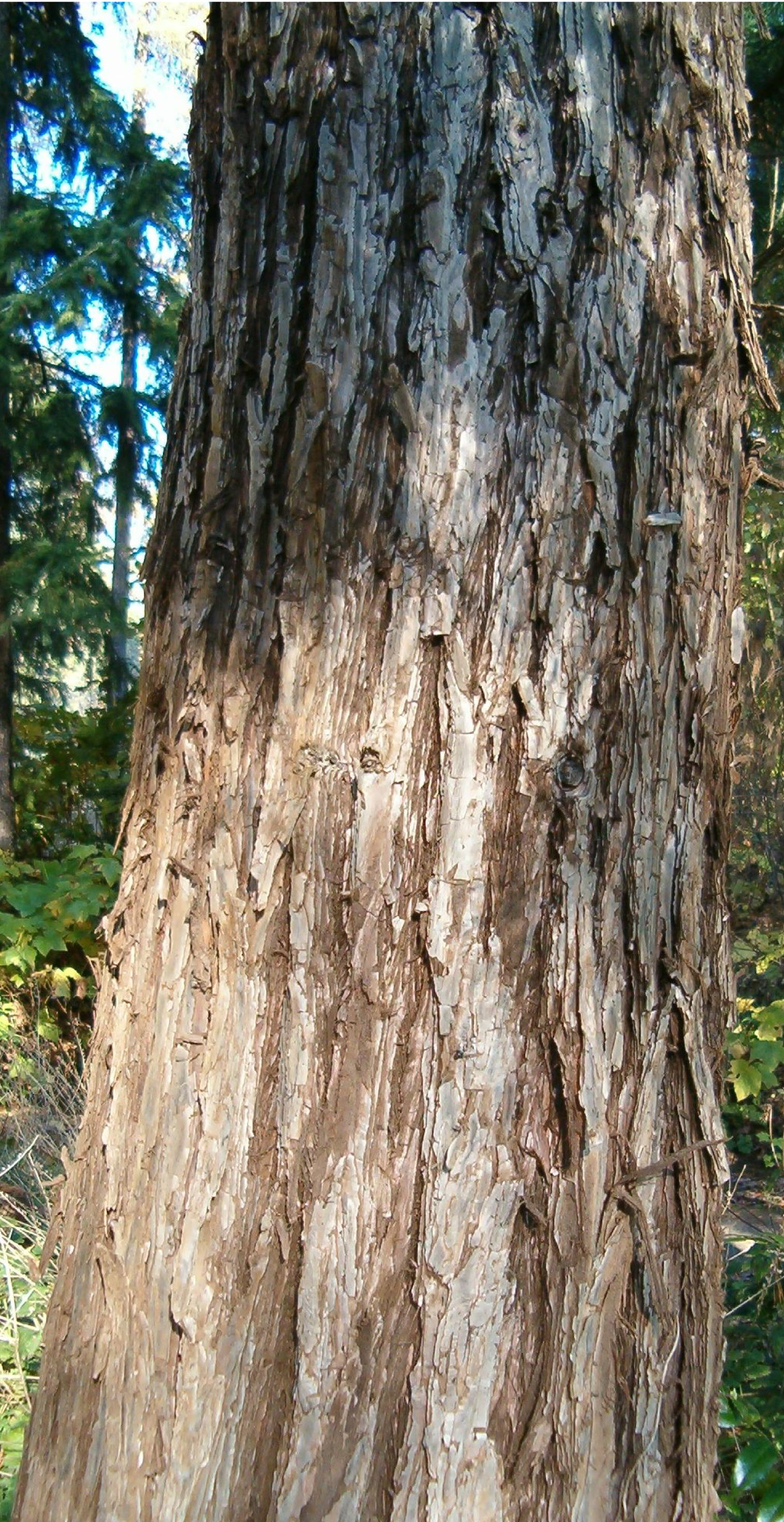
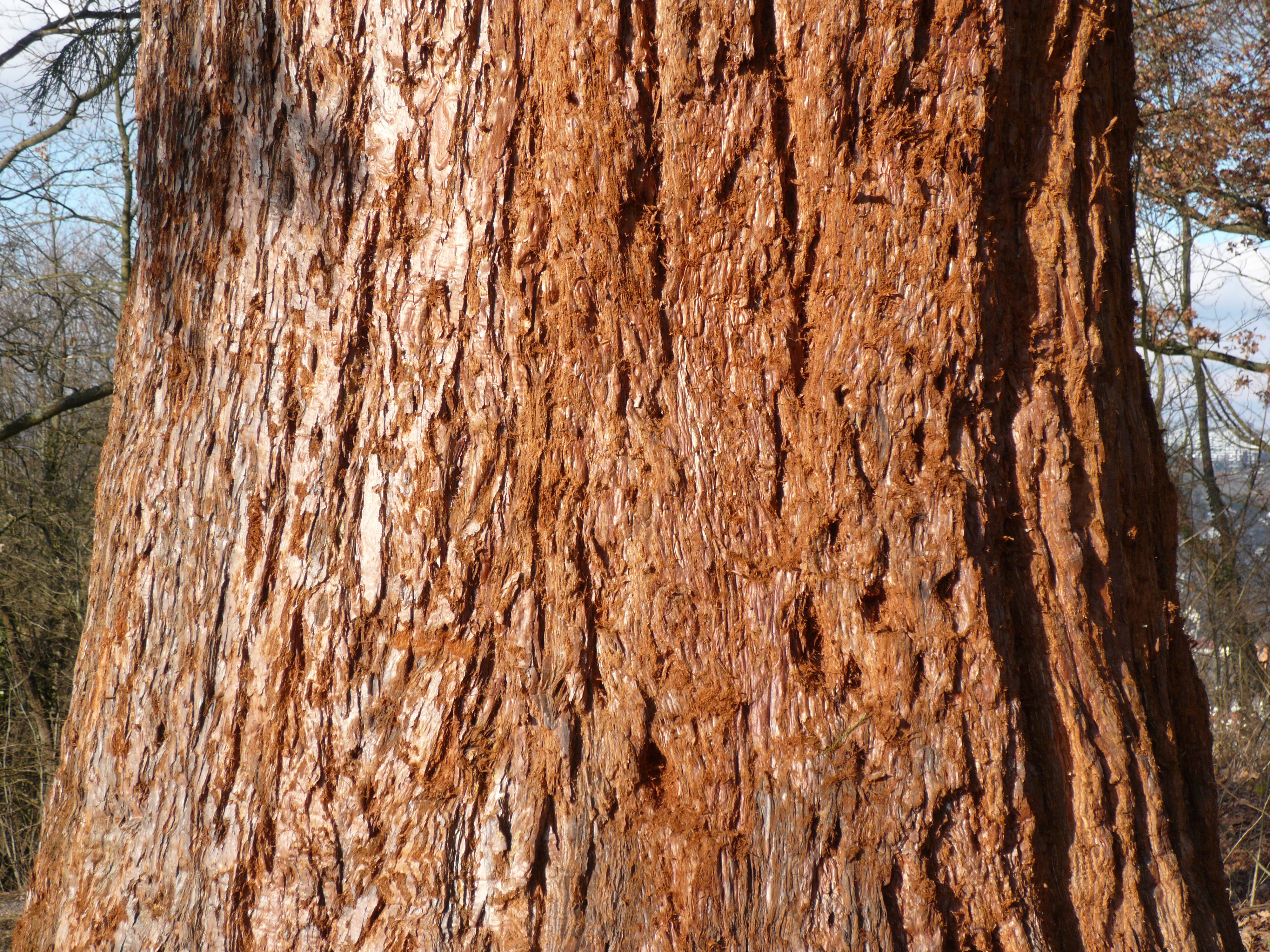
Scoarta
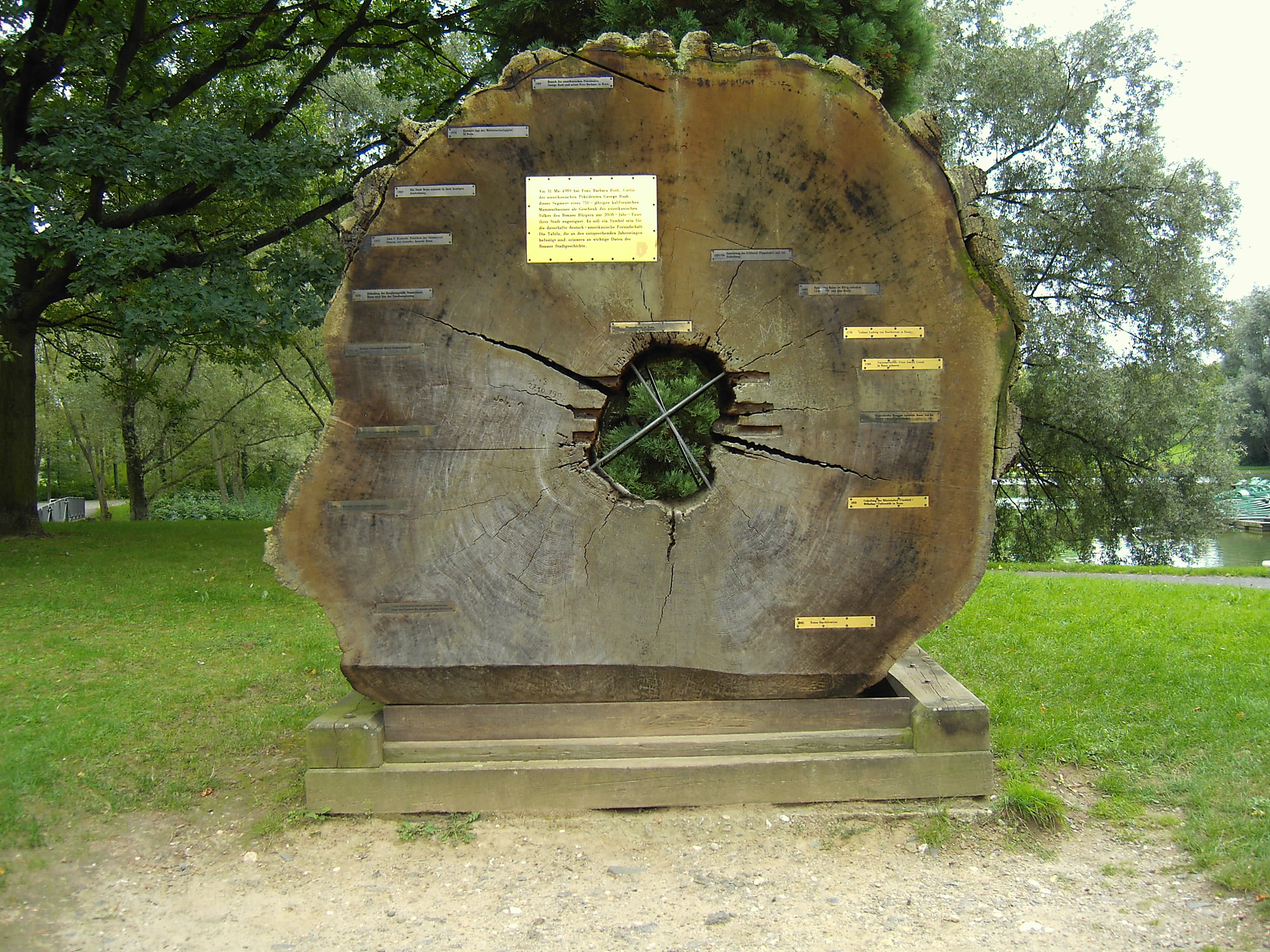
Segment dintr-un arbore
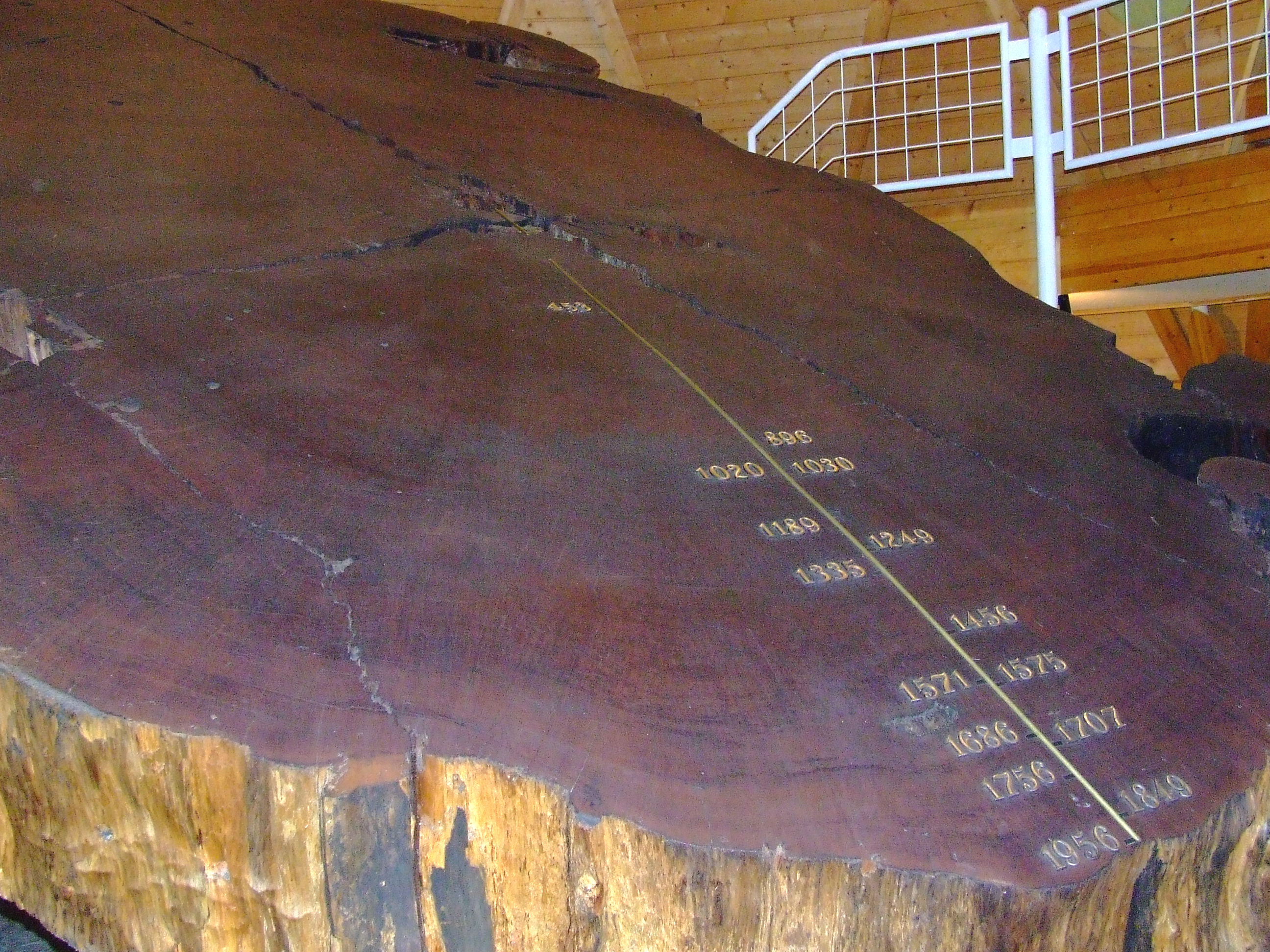
Felia unui „Arbore Mamut”: 5,4 - 6,3 m / d, 800 mm grosime şi cîntăreşte 7,5 t.